# 駐墨西哥臺北經濟文化辦事處
駐墨西哥臺北經濟文化辦事處（西班牙語：Oficina Económica y Cultural de Taipei en México），亦稱駐墨西哥代表處，是中華民國政府派駐墨西哥合眾國的代表機構。
辦事處負責推動臺灣與墨西哥之間的雙邊關係，以及辦理護照、簽證、文件證明等领事相關業務，並提供僑民服務與旅外國人急難救助，功能等同邦交國的大使館。
墨西哥政府派駐臺灣的代表機構則是墨西哥商務簽證文件暨文化辦事處（西班牙語：Oficina de Enlace de México en Taiwán）。

## 歷史[8]
1971年11月16日，墨西哥與中華民國斷交。
1972年1月，中華民國於首都墨西哥城設立商務辦事處。
1974年10月，因中华人民共和国的壓力，墨西哥強迫辦事處人員離境，兩國關係隨即中斷。
1982年3月－1986年3月，中華民國外交部與中華民國對外貿易發展協會（外貿協會）人員陸續前往墨西哥，促成兩國關係開始解凍。
1987年4月，外貿協會與墨西哥企業家國際事務協會簽署合作協議書、互設辦事處。
1989年4月19日，於墨西哥城設立遠東貿易服務中心駐墨西哥辦事處。
1993年7月14日，另設立駐墨西哥臺北經濟文化辦事處，隸屬於中華民國外交部，墨西哥並給予部分外交禮遇。
辦事處目前下設聯繫組、領務組、經濟組、新聞文化組。

## 外部連結
- 駐墨西哥臺北經濟文化辦事處的Facebook、Twitter